# Sticky Fingers (banda)
Sticky Fingers es una banda de reggae fusion / Rock formada en Sídney, Australia en 2008. La banda está compuesta por Dylan Frost (voz / guitarra), Paddy Cornwall (bajo / voz), Seamus Coyle (guitarra principal), Beaker Best (batería / percusión) , Freddy Crabs (teclado / sintetizador).
Álbumes:
Helping Hand (2009)
Extended Play (2011)
Caress Your Soul (2013)
Land Of Pleasure (2014)
Westway (2016)
Yours to keep (2019)
LEKKERBOY (2022)
El 5 de diciembre de 2016, Sticky Fingers anunció que iban a estar en una pausa indefinida después de una actuación en el festival Party In The Paddock el 11 de febrero de 2017, debido a varios problemas internos.
1 año después, el 25 de marzo de 2018, Sticky Fingers subió una foto a su cuenta de Instagram, que decía “Look who’s back” (Miren quien regresó).

## Historia
En 2009, Sticky Fingers presentaron su primer show en vivo y lanzaron su EP debut titulado Helping Hand. El EP muestra el sonido inicial de Sticky Fingers, que es principalmente reggae, e incluye las canciones como "Change" y "Juicy Ones", que luego fueron regrabadas para su EP Extended Play. El EP acredita a Taras Hrubyj-Piper para el trabajo de guitarra y teclado, así como a Caroline De Dear y al rapero Mute Mc para el trabajo vocal de la canción "Lyrical Stoka".
Sticky Fingers lanzó el Extended Play EP en octubre de 2010 (a través de sureshaker) y el acústico EP Happy Endings en octubre de 2011. Caress Your Soul, el álbum debut de la banda (sureshaker), se lanzó en marzo de 2013 y alcanzó el número 39 en los álbumes australianos. El segundo álbum de la banda Land of Pleasure alcanzó el número 3 en la Australian Albums Chart cuando se lanzó en agosto de 2014.
La banda no solo ganó popularidad en Australia, sino que se hizo popular en países como Francia, Alemania, Nueva Zelanda, Países Bajos y el Reino Unido. La banda pospuso su gira europea de 2015 por razones personales.
Su tercer álbum Westway se grabó en su mayoría en el transcurso de un mes en Karma Sound Studios a principios del año 2015. Fue lanzado el 30 de septiembre de 2016. Frost y Cornwall escribieron la letra del álbum y dos canciones, "Something Strange" con el rapero australiano Remi y "Amillionite", los cuales se grabaron en Sídney. El álbum debutó en el número 1 en el Australian Albums Chart, convirtiéndose en el primer álbum australiano número 1 de la banda.
El 5 de diciembre de 2016, la banda anunció a través de una publicación de Facebook que estaban en una pausa indefinida. Más tarde ese día, Dylan Frost publicó un estado de Facebook en la página de la banda en el que se disculpaba por su comportamiento reciente y anunciaba que tenía problemas con la adicción al alcohol y problemas con su salud mental.
El 25 de marzo de 2018, la banda anunció a través de su cuenta de Instagram su regreso.

## Miembros

### Miembros actuales
- Dylan Frost – Voz principal, guitarra rítmica (2008- actualidad)
- Paddy Cornwall – Bajo, voz secundaria (2008–actualidad)
- Seamus Coyle – Guitarra principal (2008–actualidad)
- Beaker Best – Batería, percusión (2008–actualidad)
- Freddy Crabs – Teclado, sintetizador (2009–actualidad)

## Discografía
Álbum de estudio
- Caress Your Soul (2013)
- Land of Pleasure (2014)
- Westway (The Glitter & the Slums) (2016)
- Yours To Keep (2019)
- Lekkerboy (2022)

EPs
- Helping Hand (2009)
- Extended Play (2010)
- Happy Endings (2011)

Singles
- "Caress Your Soul" (2012)
- "Clouds and Cream" (2012)
- "Gold Snafu" (2014)
- "Just for You" (2014)
- "Ghost Town" (2015)
- "Outcast at Last" (2016)
- "Our Town" (2016)
- "Kick On" (2018)
- "Cool and Calm" (2018)
- "Loose Ends" (2018)
- "Not Done Yet" (2019)

## Conciertos
- Caress Your Soul - Tour por Europa (junio/julio de 2013)
- Sun Shine Down on Us All Tour - Tour en Australia (septiembre/octubre de 2013)
- Gold Snafu - Tour en Australia (febrero/marzo de 2014)
- Gold Snafu - Tour por Europa (abril/mayo de 2014)
- Splendour in the Grass - (julio de 2014)
- Land of Pleasure - Tour en Australia (septiembre/octubre de 2014)
- Land of Pleasure - Tour por Europa (octubre/noviembre de 2014)
- Falls Festival Tour - (diciembre de 2014)
- Byron Bay Bluesfest - (abril de 2015)
- Groovin' The Moo - (abril/mayo de 2015)
- Tour por Norteamérica - (julio/agosto de 2015)
- Canadian Tour - (septiembre de 2015)
- This That - (octubre de 2015)
- Originals Music Festival - (noviembre de 2015)
- Vanfest (diciembre de 2015)
- "Outcast at Last" Tour en Australia - (abril de 2016) - incluye 3 shows vendidos NO anunciados en el Teatro Enmore
- "Outcast at Last" Tour por Norteamérica - (abril/mayo de 2016)
- Splendour in the Grass - (julio de 2016)
- 2016 Tour por el Reino Unido - (agosto/septiembre de 2016)
- 2016 Split Milk - (diciembre de 2016)
- Westway (The Glitter & the Slums) - Tour por Norteamérica (septiembre/octubre de 2016)
- Westway (The Glitter & the Slums) - Tour en Australia (octubre/noviembre de 2016)

-Tour mundial 2018
- Datos: Q19879543